# Nihoa kaindi
Nihoa kaindi – gatunek pająków z infrarzędu ptaszników i rodziny Barychelidae. Występuje endemicznie  w Papui-Nowej Gwinei.

## Taksonomia
Gatunek ten opisany został po raz pierwszy w 1994 roku przez Roberta Ravena na podstawie dwóch samic. Jako lokalizację typową wskazano Mount Kaindi na południe od Wau w Papui-Nowej Gwinei. Epitet gatunkowy wywodzi się od tejże lokalizacji.

## Morfologia
Holotypowa samica ma ciało długości 8 mm oraz karapaks długości 3,2 mm i szerokości 2,7 mm. Karapaks jest w zarysie prawie jajowaty, ubarwiony pomarańczowobrązowo, porośnięty czarnymi szczecinkami i niemal bezwłosy. Jamki karapaksu są krótkie, głębokie i zakrzywione. Szczękoczułki są pomarańczowobrązowe, porośnięte brązowymi szczecinkami. Rastellum wykształcone jest w formie 8–10 krótkich, grubych i lekko zakrzywionych kolców. Bruzda szczękoczułka ma 7 zębów na krawędzi przedniej oraz 10–15 małych ząbków w części środkowo-nasadowej. Szczęki zaopatrzone są w 5 kuspuli. Na wardze dolnej brak kuspuli. Odnóża są pomarańczowobrązowe, pozbawione obrączkowania, cierni bazyfemoralnych i kolców cierniowatych. Nadstopia dwóch pierwszych par zaopatrzone są w skopule, natomiast par pozostałych są ich pozbawione. Nadstopia wyposażone są w grzebienie. Kądziołki przędne pary tylno-środkowej są dobrze wykształcone. Opistosoma (odwłok) jest z wierzchu brązowa z dużymi, białymi kropkami oraz białymi łatami na przedzie i jednej na środku. Spód opistosomy jest jasny z brązowymi znakami. Genitalia samicy mają dwie spermateki, każda złożona z dużego, niskiego, guzowatego płata wewnętrznego i długiego płata zewnętrznego o rozszerzonym wierzchołku.

## Występowanie
Pająk ten występuje endemicznie w Papui-Nowej Gwinei. Znany jest wyłącznie z miejsca typowego w prowincji Morobe. Stwierdzony został na wysokości 2388 m n.p.m.